# Casa Felip Colldefors
La casa Felip Colldefors és un edifici situat a la Via Laietana, 12 i els carrers de Manresa,  2 i de la Nau, 2 de Barcelona, inclòs a l'Inventari del Patrimoni Arquitectònic Català.

## Història
Va ser projectat per l'arquitecte Ramon Puig i Gairalt com a despatx i oficines de Felip Colldefors, que tenia una fàbrica d'accessoris per a maquinària a l'Hospitalet de Llobregat.
El 2019 va ser rehabilitat per la casa de subhastes Sotheby's.

## Descripció
Consta de soterrani, planta baixa i quatre pisos. La façana s'estructura en tres parts, segons la divisió clàssica (basament, fust i entaulament) i emfasitza la cantonada amb 
una petita torre amb tester mixtilini, originalment rematada per una cuculla (avui desapareguda).
Hi destaquen els esgrafiats de Joan Mirambell i Ferran, on es reprodueixen deesses coronades amb cistelles i grans rams de flors que evoquen el món barroc. A la part superior de la porta hi ha la signatura de l'autor.